# EM i hurtigløb på skøjter 1895
Europamesterskabet i hurtigløb på skøjter 1895 var det femte EM i hurtigløb på skøjter, og mesterskabet blev afviklet den 26. - 27. januar 1895 på Városligeti Müjégpálya i Budapest, Ungarn med deltagelse af fire løbere fra hver sin nation.
Der blev løbet tre distancer, og for at vinde europamesterskabet skulle en løber vinde mindst to af de tre distancer:
- 500 m
- 5000 m
- 1500 m

Mesterskabet blev vundet af nordmanden Alfred Næss, som vandt alle tre distancer: 500 m-finalen i tiden 47,6 sekunder, 1500 m-finalen på 3:15,2 minut og 5000 m-distancen på 9:38,4 – blot 1,6 sekund foran tyskeren Julius Seyler.

## Resultater
På 500 m- og 1500 m-distancerne blev der først løbet indledende heats, hvorfra løberne med de to bedste tider gik videre til finalen.
| Plac. | Løber            | 500 m      | 500 m      | 5000 m      | 1500 m     | 1500 m     |
| Plac. | Løber            | Indledende | Finale     | 5000 m      | Indledende | Finale     |
| ----- | ---------------- | ---------- | ---------- | ----------- | ---------- | ---------- |
| Guld  | Alfred Næss      | 0:47.8 (1) | 0:47.6 (1) | 9:38.4 (1)  | 2:49.8 (2) | 3:15.2 (1) |
| NC2   | Julius Seyler    | 0:50.4 (2) | 0:51.0 (2) | 9:40.0 (2)  | 2:49.4 (1) | 3:16.0 (2) |
| NC3   | Hermann Galler   | 0:52.4 (3) | -          | 10:17.4 (3) | 2:51.2 (3) | -          |
| NC    | Ladislaus Klimkó | 1:05.4 (4) | -          | DNS         | -          | -          |

 DNF = Fuldførte ikke.  DNS = Startede ikke.  NC = Ikke klassificeret.  Kilde: SpeedSkatingStats.com